# Arturo Issel
Arturo Issel (Gênova, 11 de abril de 1842 – Gênova, 27 de novembro de 1922) foi um arqueólogo, geólogo, malacólogo e paleontólogo italiano. Figura proeminente no meio acadêmico de sua cidade natal, ocupou as cátedras de Mineralogia e Geologia por quase duas décadas. Entre suas contribuições mais relevantes, destacam-se as explorações nas cavernas Arene Candide e Għar Dalam, as expedições à África Oriental e os estudos sobre oscilações do solo. Issel é amplamente reconhecido por ter definido, em 1914, o estágio Tirreno, além de seu importante trabalho na sistematização de informações em antropologia e etnologia, áreas em que seu legado permanece vivo.

## Biografia
Arturo Issel nasceu em 11 de abril de 1842, filho de Raffaele e Elisa Sonsino, na cidade de Gênova, onde concluiu seus estudos secundários. Posteriormente, ingressou na Faculdade de Ciências de Pisa, sob a supervisão de G. Meneghini, obtendo o diploma com medalha de ouro em 1862. Em 1866, assumiu a cátedra de Mineralogia e Geologia em Gênova, sendo nomeado professor titular em 1876. Exerceu essa função até 1891, quando, com a divisão da cátedra, optou por Geologia, área em que permaneceu até sua aposentadoria em 1917. Em 1873, assumiu matrimônio em Milão com Bettina Ascoli, filha do glotólogo Graziadio Ascoli, com quem teve dois filhos.

## Explorações realizadas nas cavernas Arene Candide e Għar Dalam
O breve relatório de sua primeira visita às Arene Candide, um importante sítio arqueológico que mais tarde forneceria uma vasta quantidade de evidências, abrangendo desde o paleolítico até o período Bizantino, publicado em 1864, marcou o início das pesquisas e estudos do Issel sobre paleontologia e pré-história da Ligúria, além de uma produção científica focada em diversos temas: geofísica, geologia, geomorfologia, malacologia, mineralogia, paleontologia humana e animal, vulcanologia e zoologia.
Conforme Nicoletta Morello, escritora do Dicionário Biográfico dos Italianos, o interesse de Issel pela paleontologia foi motivado pela discussão acerca da antiguidade da espécie humana, trazida à tona na Europa em 1863 pelo affaire de Moulin Quignon. Embora artefatos "antidiluvianos" já fossem conhecidos, as interpretações sobre fósseis humanos, como o Homem de Neandertal, ainda eram incertas e alvo de intenso debate. A descoberta de uma mandíbula humana em Moulin Quignon, que levou Boucher de Perthes a acreditar ter encontrado o tão procurado homem "antidiluviano", desencadeou uma polêmica sobre a autenticidade desses fósseis, particularmente pelas implicações nas teorias criacionistas e evolucionistas. Geólogos e paleontólogos da segunda metade do século participaram amplamente desse debate. Issel, adepto da tese da existência de uma humanidade antidiluviana, dedicou-se ao estudo da pré-história dos lígures, incluindo a análise dos vestígios evolutivos de sua cultura.
A publicação da memória "Della variabilità nella specie. Breve cenno sulla teoria di Darwin", impressa em apenas 50 cópias em 1865, marcou a entrada de Issel no debate sobre a teoria darwiniana. Ele aderiu criticamente às proposições de Charles Darwin, interpretando de maneira progressista a evolução pela seleção natural. Sob essa perspectiva, também abordou a questão das formas intermediárias. Embora a incompletude dos dados paleontológicos da época não permitisse uma resposta conclusiva, Issel argumentava que, se uma espécie intermediária tivesse existido, ela teria provavelmente uma distribuição geográfica restrita e uma existência breve, a menos que a migração de espécies já adaptadas tivesse permitido que essas formas intermediárias se ajustassem localmente, diferenciando-se em novas espécies.

## Expedições à África Oriental e pesquisas sobre oscilações do solo
Em 1865, Issel passou dois meses no Egito realizando pesquisas zoológicas e paleontológicas. A região do Canal de Suez, prestes a ser inaugurado em 17 de novembro de 1869, proporcionava uma oportunidade única para compreender "as leis que regem a distribuição das espécies", além dos efeitos do encontro entre as formas endêmicas de mares distintos. Seus estudos sobre moluscos resultaram em importantes descobertas na área da malacologia, incluindo a obra "Malacologia do Mar Vermelho" (Pisa, 1869). Ele também fez contribuições relevantes para a definição dos períodos interglaciais e para o estudo da fauna malacológica da Ligúria.
Em 1867, durante a Exposição Universal de Paris, Issel apresentou, no congresso de arqueologia e geologia pré-histórica, os restos de um esqueleto descoberto em Savona, em 1852, que possuía características arcaicas distintas. O reconhecimento dessas descobertas aprimorou o conhecimento sobre o Quaternário na Ligúria.
Em 1870, já renomado como malacologista, Issel participou de uma expedição científica à Baía de Assab, onde estudou a malacologia do Golfo de Adem e das costas da Etiópia. Suas descobertas chamaram a atenção para essa região, que viria a ganhar importância com a abertura do Canal de Suez. Nos anos subsequentes, realizou diversas viagens e contribuiu com estudos sobre oscilações do solo, bradisismos, terremotos e a geologia das Riviere Lígures.

## Carreira administrativa e legado
Issel colaborou com diversas sociedades e instituições científicas, tanto italianas quanto estrangeiras, desenvolvendo uma intensa atividade de divulgação dos estudos naturalísticos. Publicou manuais científicos voltados à instrução de mineralogistas, geólogos, paleontólogos, amadores e viajantes. Para estes últimos, propôs a criação de uma "escola prática para viajantes" na Faculdade de Ciências, iniciativa aprovada pelo Ministério da Educação em 1890. Ao longo de sua carreira, recebeu diversos prêmios, incluindo a condecoração da Ordem dos Santos Maurício e Lázaro, em 1906.
Na esfera administrativa, presidiu a Sociedade Geológica Italiana e a Sociedade de História da Pátria da Ligúria, liderando esta última até o seu falecimento.
Entre suas contribuições acadêmicas mais notáveis, destacou-se por definir o estágio Tirreno em 1914 e por seu trabalho na sistematização de informações em antropologia e etnologia, áreas em que seu legado continua sendo reconhecido.